# Сайм, Дженнифер
Дженнифер Мария Сайм (англ. Jennifer Maria Syme; 7 декабря 1972 — 2 апреля 2001) — американская киноактриса.

## Биография
Дженнифер Сайм жила в Пико-Ривера до 18 лет. Вскоре после переезда в Лос-Анджелес она получила работу ассистентки режиссёра Дэвида Линча. В 1997 году исполнила небольшую роль в триллере Линча «Шоссе в никуда».
В начале 1998 года на вечеринке познакомилась с Киану Ривзом, у них начался роман. В 1999 году Дженнифер забеременела. 8 января 2000 года должна была родиться дочь, которую они собирались назвать Ава Арчер Сайм-Ривз, но в декабре 1999, за неделю до родов, врач перестал слышать биение сердца ребёнка. УЗИ показало, что девочка умерла в утробе матери, причиной смерти стал тромб в пуповине.
В 2000—2001 Дженнифер работала в звукозаписывающей компании в Лос-Анджелесе.

## Смерть
1 апреля 2001 года Дженнифер Сайм присутствовала на вечеринке в доме музыканта Мэрилина Мэнсона. После того, как она съездила на вечеринку в другой дом, она собиралась снова вернуться в дом Мэнсона. 2 апреля 2001 года 28-летняя Дженнифер Сайм погибла в автокатастрофе. Её автомобиль «Jeep Grand Cherokee» врезался в три припаркованные машины на улице Cahuenga Boulevard в Лос-Анджелесе. Дженнифер не пристегнулась ремнем безопасности и вылетела из машины в момент столкновения. Она умерла мгновенно. Полиция считает, что во время аварии Дженнифер находилась под воздействием лекарств или наркотиков. Киану Ривз похоронил подругу на Вествудском кладбище Лос-Анджелеса рядом с могилой их мертворождённой дочери.
Дэвид Линч посвятил Дженнифер Сайм фильм «Малхолланд Драйв» (2001), о чём указано в финальных титрах фильма.

## Фильмография
| Год  |     | Русское название  | Оригинальное название | Роль                      |
| ---- | --- | ----------------- | --------------------- | ------------------------- |
| 1993 | с   | Номер в гостинице | Hotel Room            | ассистент по производству |
| 1997 | ф   | Шоссе в никуда    | Lost Highway          | наркоманка                |
| 2001 | кор | Элли Паркер       | Ellie Parker          | ассистентка по кастингу   |
| 2005 | ф   | Элли Паркер       | Ellie Parker          | ассистентка по кастингу   |